# Вагинални исцедак
Вагинални исцедак (ВИ) или леукореја је обично бистра или беличаста течност са ћелијским елементима која се ствара у вагини. Она се повремено можете видети на доњем вешу. 
ВИ  који продукују жлезде унутар вагине, материце и грлића материце током дана  је важан за одржавање функције  женског репродуктивног система. Ова течност може садржати и мртве ћелије и бактерије. 
Улога вагиналног исцедка је да одржи вагинувлажном, чистом и помогне јој у спречавању продора инфекције.
Количина и изглед и боја вагиналног исцедка може варирати у зависности од периода у менструалном циклусу, током трудноће и ако жена не води рачуна о личној хигијени. Ниједна од ових промена није разлог за узбуну ако је пролазна појава.
Међутим вагинални исцедак може бити симптом да нешто није у реду, ако се промени његова боја, мирис или конзистенција, и ако је то удружено са присутвом и вагиналног свраба, пецкања или бола, што је вероватно узроковано инфекцијом или другим стањем.

## Нормалан вагинални исцедак
Нормалан вагинални исцедак се састоји од цервикалне слузи, вагиналне течности, излучених вагиналних и цервикалних ћелија и бактерија.
Већина течности у вагиналном секрету је слуз коју производе жлезде грлића материце. Остатак чине трансудат из зидова вагине и секрет из вагиналних жлезда. Чврсте компоненте или елементи су ољуштене епителне ћелије са зида вагине и грлића материце, као и неке од бактерија које насељавају вагину. Ове бактерије које живе у вагини обично не изазивају болест. У ствари, они могу заштитити појединца од других заразних и инвазивних бактерија тако што производе супстанце као што су млечна киселина и водоник пероксид који инхибирају раст других бактерија. Нормалан састав бактерија у вагини (вагинална флора) може да варира, али најчешће доминирају лактобацили.  У просеку, има отприлике 108 до 109 бактерија по милилитру вагиналног секрета.
Нормалан вагинални исцедак је бистар, бео или готово бео.  Конзистенција може да варира од млечне до грудасте, а мирис је обично благ до непостојећи.  Већина излучевина се накупља у најдубљем делу вагине (задњи форникс) и излази из тела током једног дана уз помоћ силе гравитације.  Типична жена у репродуктивном добу производи 1,5 грама (пола до једне кашичице) вагиналног секрета сваког дана.
Током сексуалног узбуђења и сексуалног односа, количина течности у вагини се повећава због напуњености крвних судова који окружују вагину. Ово загушење крвних судова повећава запремину трансудата из зидова вагине. Трансудат има неутралан пХ, тако да повећање његове производње може привремено да промени пХ вредност вагине који постаје неутралнији. Сперма има базичну пХ вредност и може да неутралише киселост вагине до 8 сати.
Састав и количина вагиналног секрета се мења како појединац пролази кроз различите фазе сексуалног и репродуктивног развоја.
Међутим, неке особе могу да доживе промене у вагиналном секрету због основних стања као што су стрес, дијабетес, упални поремећаји, лактација, одређени лекови или аутоимуне болести.

### Исцедак у неонаталном периоду
Код новорођенчади, вагинални исцједак се понекад јавља у првих неколико дана након рођења. Ово је због изложености естрогену у материци. Неонатални вагинални исцједак може бити бијел или бистар са мукозном текстуром, или може бити крвав због нормалног пролазног излучивања ендометријума.

### Исцедак пре пубертета
Вагина девојчица пре пубертета је тања и има другачију бактеријску флору.  Вагинални исцједак код дјевојчица прије пубертета је минималан са неутралним до алкалним пХ вредностима у распону од 6 до 8.  У саставу бактеријске популације код девојчица пре пубертета доминирају врсте стафилокока, поред низа анаеробнихбактерија као што су ентерококе, ешерихија коли и lactobacillus. 

### Исцедак у пубертету
Током пубертета, јајници почињу да производе хормон естроген. Чак и пре почетка менструације (до 12 месеци пре менархе, обично истовремено са развојем пупољака у дојкама) вагинални секрет се повећава у количини и мења се у саставу. Естроген сазрева вагинална ткива и изазива повећану производњу гликогена у епителним ћелијама вагине. Ови виши нивои гликогена у вагиналном каналу подржавају раст лактобацила у односу на друге бактеријске врсте.  Када лактобацили користе гликоген као извор хране, они га претварају у млечну киселину.  Стога, превласт лактобацила у вагиналном каналу ствара киселију средину. У ствари, пХ вредност вагине и вагиналног секрета након пубертета креће се између 3,5 и 4,7.

### Исцедак у менструалноми циклусу
Количина и конзистентност вагиналног секрета се мења са менструалним циклусом. У данима одмах након менструације, вагинални исцједак је минималан, а његова конзистенција је густа и лепљива.  Када се приближава овулација, растући нивои естрогена изазивају истовремено повећање вагиналног секрета.  Количина излученог секрета током овулације је 30 пута већа од количине која се производи непосредно након менструације.  Исцедак такође мења боју и конзистенцију током овог времена, постајући бистри са еластичном конзистенцијом, која се често упоређује са бојом и текстуром беланаца.  Након овулације ниво прогестерона у телу се повећава, што доводи до смањења количине вагиналног секрета.  Конзистенција пражњења поново постаје густа и лепљива и непрозирне боје.  Исцедак наставља да се смањује од краја овулације до краја менструације, а затим након менструације поново почиње његова количина да расте.

### Исцедак у трудноћи
Током трудноће, запремина вагиналног секрета се повећава као резултат повећаног нивоа естрогена и прогестерона у телу. Изцедак је обично беле или беле боје. пХ вредност вагиналног секрета у трудноћи има тенденцију да буде киселији од нормалног због повећане производње млечне киселине. Ова кисела средина помаже да се обезбеди заштита вагине од многих инфекција, али и обрнуто, чини жене подложнијим гљивичним инфекцијама вагине.

### Исцедак у постпарталном периоду
Исцедак може бити црвен и густ првих неколико дана јер се састоји од крви и површне слузокоже која је обложила материцу током трудноће. Овај исцедак обично почиње да се разређује и требало би временом да постане воденастији и да промени боју од ружичасто браон до жућкасто беле.

### Исцедак у менопаузи
Са падом нивоа естрогена који долази са менопаузом, вагина се враћа у стање слично пре пубертета. Вагинално ткиво се тањи и постаје мање еластично. Доток крви у вагину се смањује а површинске епителне ћелије садрже мање гликогена.
Са смањеним нивоом гликогена, вагинална флора се мења тако да садржи мање лактобацила, а пХ вредност се  повећава на опсег од 6,0 до 7,5.
Укупна количина вагиналног секрета се смањује у менопаузи, па иако је то нормално, може довести до симптома сувоће  и бола током пенетративног сексуалног односа. Ови симптоми се често могу лечити вагиналним овлаживачима/лубрикантима или вагиналним хормонским кремама.

## Исцедак у патолошким стањима

### Боја вагиналног исцедка
Нормални исцедак је обично бистар или млечно бео, док жути, зелени, крвави, браон, сиви или сираст исцедак указује на абнормалности. 
| Врста исцедка                              | Могући узроци                                                                   | Остали симптоми                                                      |
| Крвав или браон                            | Неправилни менструални циклуси, или ређе, рак грлића материце или ендометријума | Абнормално вагинално крварење, бол у карлици                         |
| Беличаст или жут                           | Гонореја                                                                        | Крварење између менструација, уринарна инконтиненција, бол у карлици |
| Пенаст, жут или зеленкаст са лошим мирисом | Трихомонијаза                                                                   | Бол и свраб током мокрења                                            |
| Ружичаст                                   | Љуштење слузокоже материце након порођаја (лохије)                              |                                                                      |
| Густ, бео, сирнаст                         | Гљивична инфекција                                                              | Оток и бол око вулве, свраб, болан сексуални однос                   |
| Бео, сив или жут са мирисом рибе           | Бактеријска вагиноза                                                            | Свраб или пецкање, црвенило и отицање вагине или вулве               |

### Узроци појачаног стварања вагиналног исцедка
Узроци појачаног или измењеног вагиналног исцедка могу бити последица промена у равнотежи нормалних бактерија у вагини које може утицати на мирис, боју или текстуру секрета. Неколико узрока који могу пореметити ту равнотежу су:
- Употреба антибиотика или стероида који може узроковати прекомерни раст бактерија или гљивица.

- Бактеријска вагиноза (БВ), је бактеријска инфекција чешћа код трудница или жена које имају више сексуалних партнера. БВ може изазвати нелагодност и бол у вагини. То се дешава када ниво природних бактерија није у равнотежи. Уравнотежени нивои бактерија помажу у одржавању вагине здравом. Али када дође до великор раста  бактерија, то може довести до развоја БВ.[4]

- Употреба пилула за контролу рађања

- Рак грлића материце, који почиње растом ћелија  у грлићу материце који је повезан са вагином.[12]

- Хламидија, гонореја или друге полно преносиве болести или инфекције, дијабетес

- Испирање вагине, мирисним сапуни или лосионима, купке

- Инфекција карлице након операције

- Инфламаторна болест карлице у склопу других инфекције или као последица погоршања имуносупресијом (нпр ХИВ инфекција или АИДС) или шећерном болешћу.

- Трихомонијаза, је паразитска инфекција која се може добити од незаштићеног секса

- Вагинална атрофија, стањивање и исушивање зидова вагине током менопаузе

- Вагинитис, иритација у или око вагине

- Вагинална гљивична инфекција, која спада у квасну инфекцију узроковану прекомерним растом нормалне флоре вагиналног секрета, претежно Кандиде албиканс.